# بيدرو ليما (ممثل)
بيدرو ليما (1971 - 2020)، هو ممثل وسباح برتغالي أنغولي، اشتهر بظهوره في تيلانوفيلاس في البرتغال. توفي يوم 20 يونيو 2020.

## روابط خارجية
- بيدرو ليما (ممثل) على موقع IMDb (الإنجليزية)
- بيدرو ليما (ممثل) على موقع قاعدة بيانات الفيلم (الإنجليزية)
- بيدرو ليما (ممثل) على موقع الاتحاد الدولي للسباحة (الإنجليزية)
- بيدرو ليما (ممثل) على موقع اللجنة الأولمبية الدولية (الإنجليزية)
- بيدرو ليما (ممثل) على موقع اللجنة الأولمبية الدولية (الإنجليزية)
- بيدرو ليما (ممثل) على موقع أوليمبيديا (الإنجليزية)